# Jiráskova chata
Jiráskova chata je turistická chata s rozhlednou v Podorlické pahorkatině pod severozápadními svahy Orlických hor, nacházející se jihovýchodně od Náchoda a západně od místní části Dobrošov v okrese Náchod v Královéhradeckém kraji. Nachází se v nadmořské výšce 624 metrů. Je chráněna jako kulturní památka České republiky.

## Historie

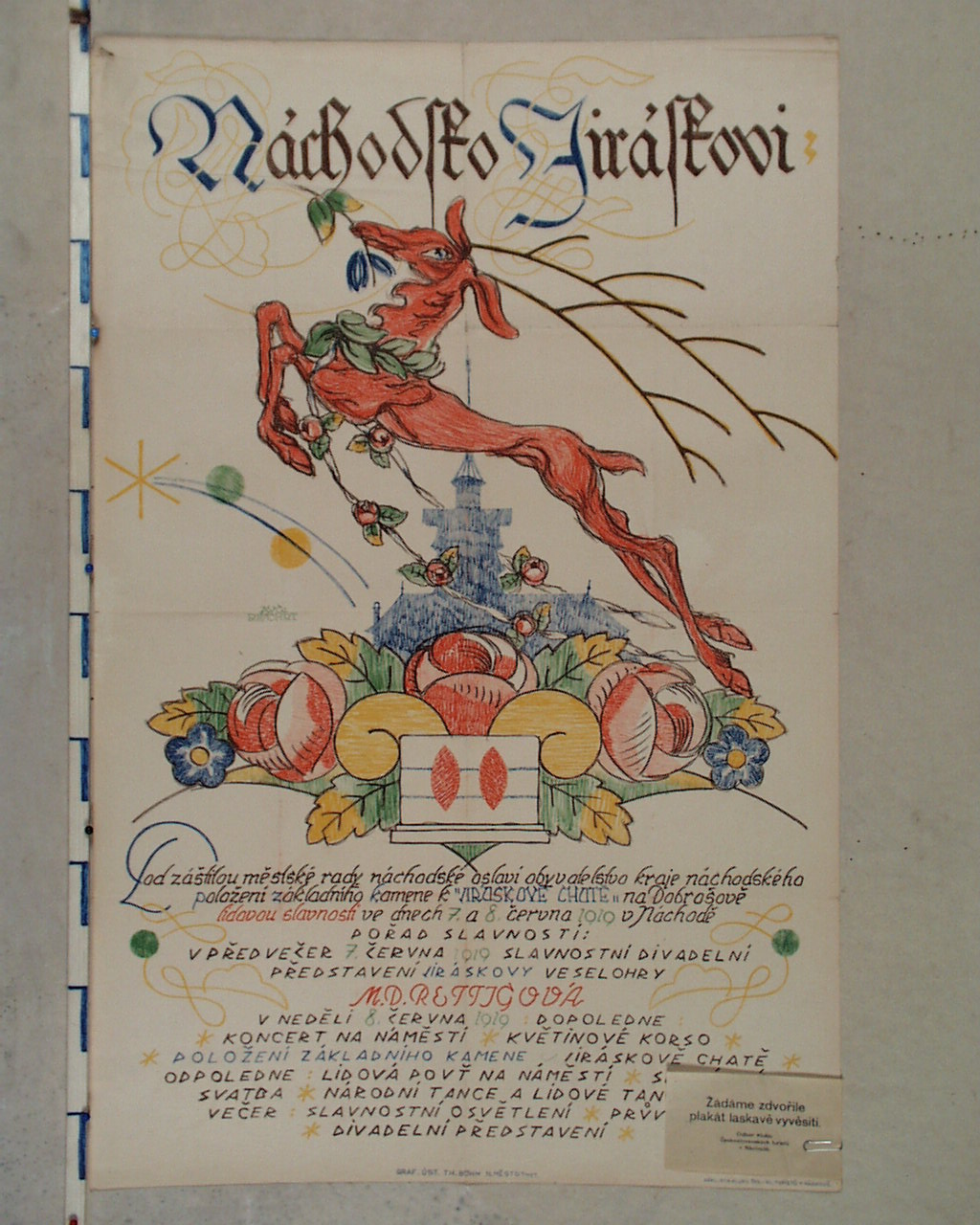
Plakát ke slavnosti u příležitosti položení základního kamene ze sbírky Muzea východních Čech v Hradci Králové

Původní chata byla odborem Klubu českých turistů otevřena 24. listopadu 1895. Již v roce 1900 svou kapacitou nestačila stále rostoucí návštěvnosti. V roce 1912 proto vznikl nový projekt autora Dušana Jurkoviče. Jeho realizaci však oddálila 1. světová válka. Po jejím skončení myšlenku nové chaty oživil Klub českých turistů. Dne 9. července 1921, při příležitosti 70. výročí Jiráskova narození, byl v rámci „Jiráskových slavností“ položen základní kámen nové stavby. Chata byla dostavěna a slavnostně otevřena na sv. Václava 28. září 1923.
V blízkosti chaty se nachází dělostřelecká tvrz z období první republiky. Sama Jiráskova chata byla 15. listopadu 1937 předána československé armádě a téhož roku se do ní nastěhovala 3. rota strážního praporu V. a samotný ochoz rozhledny sloužil jako pozorovatelna. Dne 4. prosince 1938 byla chata a rozhledna otevřena pro veřejnost.
30. června 1950 byla chata státem odebrána z vlastnictví KČT. Poté, co se vystřídalo několik majitelů, se chata v 90. letech 20. století vrátila do vlastnictví KČT. V roce 2002 byla dokončena její rekonstrukce a byla slavnostně otevřena pro veřejnost 14. září.

## Dostupnost
Motorovým vozidlem je chata dostupná po silnici z Dobrošova, po které zároveň vede:
- zelená turistická značka
- modrá turistická značka
- naučná stezka Pevnost Dobrošov

Pěšky je chata dostupná po turistických trasách:
- po  červené turistické značce z Jizbic, která je současně cyklotrasou č. 4037 s připojovací spojkou:
  -  žlutou turistické značce s připojovacími trasami:
    -  modrou turistické značce z Lipí.
    -  modrou turistické značce z Náchodu.
- po  zelené turistické značce z Náchodu.
- po  červené turistické značce z Náchodu spojené s  modrou turistickou značkou z Bělovse.

## Galerie

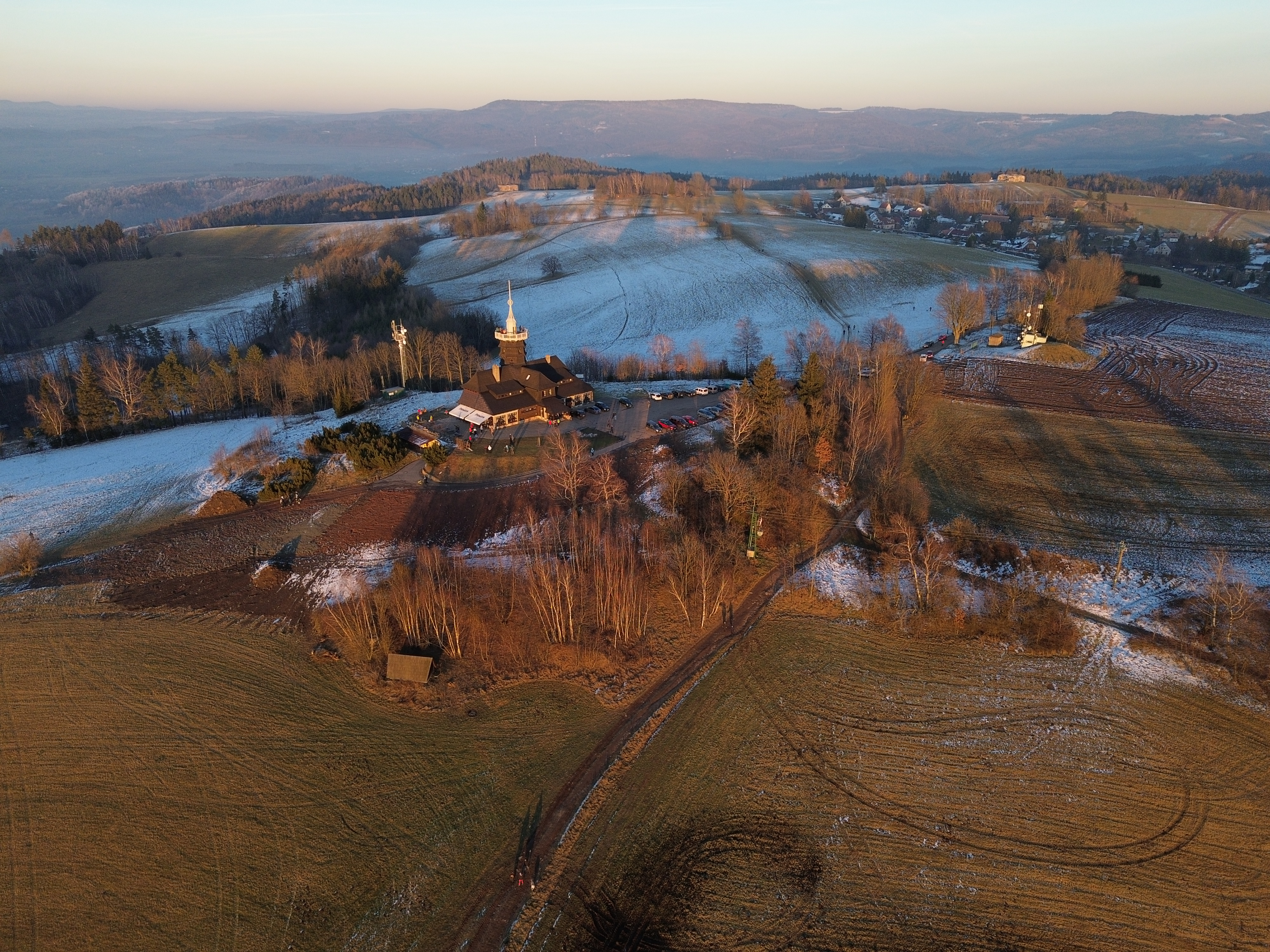
Letecký pohled na Jiráskovu chatu